# Rød-Grøn Ungdom
Rød-Grøn Ungdom (RGU) er en dansk politisk ungdomsorganisation, der blev stiftet i marts 2020.
RGU havde fra starten det erklærede mål at indgå et samarbejde med Enhedslisten, der siden 2001 har samarbejdet med Socialistisk Ungdomsfront (SUF) i stedet for at have sit eget ungdomsparti. Efter noget intern strid om spørgsmålet valgte Enhedslisten i december 2020 at indgå en samarbejdsaftale med RGU ligesom den, de i øvrigt har med SUF, hvorefter Enhedslisten altså samarbejder med begge ungdomsorganisationer.
RGU har indtil 2023 ikke haft nogen forperson, men blev til dagligt ledet af forretningsudvalget, som består af otte medlemmer valgt på landsmødet. Forretningsudvalget er underlagt hovedbestyrelsen, som er organisationens øverste myndighed mellem landsmøderne. Hovedbestyrelsen består foruden medlemmer af forretningsudvalget af repræsentanter fra RGU's lokalafdelinger.
Ifølge Dansk Ungdoms Fællesråds officielle opgørelse havde RGU 807 medlemmer og 15 lokalforeninger i 2023. I april 2024 havde foreningen ifølge egne oplysninger 1.000 medlemmer og i alt 27 lokalafdelinger fordelt på alle fem regioner.

## Organisationens stiftelse
I marts 2020 blev Rød-Grøn Ungdom stiftet i København af 125 unge socialister. Inspirationen kom fra bevægelser som kampagnen for Bernie Sanders og Alexandria Ocasio-Cortez på den amerikanske venstrefløj og Venstrepartiet i Sverige.. Formålet med Rød-Grøn Ungdom var at efterligne disse bevægelsers strategier og metoder for at organisere den danske unge venstrefløj i en bevægelse, der bakker op om Enhedslistens parlamentariske arbejde og samtidig arbejder for radikale løsninger på den stigende ulighed og klimaforandringer.
Ved organisationens stiftelse blev der i visse dele af Enhedslisten, særligt fraktionen kendt som Socialistisk Arbejderpolitik, rettet skarp kritik mod RGU, fordi man mente, at projektet var et forsøg på at splitte med SUF, og fordi forberedelserne af RGU's stiftelse var sket i hemmelighed. Kritikken blev dog afvist med, at RGU både blev stiftet af tidligere SUF'ere, unge Enhedslisten-medlemmer uden tidligere tilhørsforhold til ungdomsorganisationer og unge helt uden tilhørsforhold til partier eller organisationer på venstrefløjen. Desuden blev hemmeligholdelsen af RGU's stiftelse forklaret med, at man ville forhindre sabotage fra modstandere på venstrefløjen, ligesom det var sket, da en gruppe unge Enhedslisten-medlemmer stiftede Enhedslistens Ungdomsnetværk efter folketingsvalget i 2011.[kilde mangler]

## Organisationens første tid
Den første tid i Rød-Grøn Ungdom var stærkt præget af, at Danmark kort efter stiftelsen blev lukket ned på grund af corona-situationen. Det betød, at flere lokalafdelinger blev stiftet ved digitale generalforsamlinger, og at størstedelen af aktiviteten det første år fandt sted digitalt.
I oktober 2020 besluttede Enhedslistens årsmøde, at man ville påbegynde forhandlinger med RGU om at indgå en samarbejdsaftale lig den, Enhedslisten havde med SUF. I december 2020 kom organisationerne til enighed, hvormed RGU sidenhen har samarbejdet officielt med Enhedslisten på lige fod med SUF. Omkring samme tidspunkt blev RGU optaget som medlem af Dansk Ungdoms Fællesråd.
I løbet af organisationens første leveår har flere medlemmer af Rød-Grøn Ungdom optrådt på den offentlige scene. I begyndelsen af 2021 blev Rasmus Vestergaard det første RGU-medlem i Folketinget som stedfortræder for Enhedslistens Henning Hyllested. I 2021-udgaven af DM i debat debuterede Emil Samaras Eriksen på vegne af RGU ved at nå til finalen. Desuden opstillede 40 medlemmer af RGU som kandidater til kommunal- og regionsvalget i 2021 på Enhedslistens lister fordelt over hele landet, hvoraf 8 opnåede valg.

## Skolevalgsresultater
RGU deltog sammen med SUF på vegne af Enhedslisten i Skolevalget 2021 og 2024. Før RGU blev stiftet, var SUF alene repræsentant for Enhedslisten.
| Valg                                                                                  | Formand           | Stemmer | %    | Mandater | +/- | Mærkesag #1                            | Mærkesag #2                                    | Mærkesag #3                                |
| ------------------------------------------------------------------------------------- | ----------------- | ------- | ---- | -------- | --- | -------------------------------------- | ---------------------------------------------- | ------------------------------------------ |
| For tidligere resultater for Enhedslisten ved skolevalg: Se Socialistisk UngdomsFront |                   |         |      |          |     |                                        |                                                |                                            |
| 2021                                                                                  | Kollektiv Ledelse | 3.575   | 7,3  | 13 / 175 | 4   | Afskaf brugerbetaling på psykologhjælp | Danmark skal tage 3000 kvoteflygtninge om året | Omlæg dele af landbruget til vild natur    |
| 2024                                                                                  | Frederik Dahler   |         | 6,97 | 12 / 175 | 1   | Statsborgerskab i 18-års gave          | Afskaf brugerbetaling på offentlig transport   | Afskaf karakterkrav til ungdomsuddannelser |

## Medlemmer af forretningsudvalget
Rød-Grøn Ungdom ledes af et forretningsudvalg bestående af en daglig ledelse, der består af en forperson, næstforperson og en generalsekretær samt 6 øvrige medlemmer, der vælges på landsmødet.
Medlemmer af forretningsudvalget vælges for et år ad gangen.
Før maj 2023 bestod ledelsen af forretningsudvalget af otte medlemmer, hvoraf en valgtes særskilt til at være økonomiansvarlig. Nu består denne opgave samlet af et økonomiudvalg, der vælges af hovedbestyreslen.
| År                    | Daglig Ledelse                                                                                | Øvrige medlemmer af forretningsudvalget                                                                                             |
| --------------------- | --------------------------------------------------------------------------------------------- | --- |
| Juli 2024 - nu        | Sarah Abildskov (forkvinde) Emmeline Brackman (næstforkvinde) Selma Bolø (generalsekretær)    | Olivia Koefoed Olesen Emil Samaras Nomi Slotorub Rasmus Juhl Bente Hinrichs Otto Mortensen (trukket sig) Mads Hilker (indsuppleret) |
| Juli 2023 - juli 2024 | Frederik Julius Dahler (formand) Sarah Abildskov (næstforkvinde) Selma Bolø (generalsekretær) | Emil Samaras Emmeline Brackman Markus Bech Hansen Mille Mai Koefoed Stine Ry Andersen Olivia Koefoed Olesen                         |

| År                  | Økonomiansvarlig   | Øvrige medlemmer af forretningsudvalget                                                                           |
| ------------------- | ------------------ | --- |
| Marts 2023-Maj 2023 | Markus Bech Hansen | Frederik Julius Dahler                                                                                            |
| Marts 2023-Maj 2023 | Markus Bech Hansen | Sarah Abildskov                                                                                                   |
| Marts 2023-Maj 2023 | Markus Bech Hansen | Selma Bolø |
| Marts 2023-Maj 2023 | Markus Bech Hansen | Olivia Koefoed Olesen                                                                                             |
| Marts 2023-Maj 2023 | Markus Bech Hansen | Emil Samaras Eriksen                                                                                              |
| Marts 2023-Maj 2023 | Markus Bech Hansen | Emmeline Brackman                                                                                                 |
| Marts 2023-Maj 2023 | Markus Bech Hansen | Stine Ry Andersen                                                                                                 |
| 2022/2023           | Boel Tanzer        | Frederik Julius Dahler                                                                                            |
| 2022/2023           | Boel Tanzer        | Lasse Andersen (trukket sig)                                                                                      |
| 2022/2023           | Boel Tanzer        | Olivia Koefoed Olesen                                                                                             |
| 2022/2023           | Boel Tanzer        | Marie Kjær Madsen                                                                                                 |
| 2022/2023           | Boel Tanzer        | Markus Bech Hansen                                                                                                |
| 2022/2023           | Boel Tanzer        | Natasja Liv |
| 2022/2023           | Boel Tanzer        | Selma Bolø (indsuppleret)                                                                                         |
| 2022/2023           | Boel Tanzer        | Sarah Abildskov                                                                                                   |
| 2021/2022           | Martin Thing       | Frederik Julius Dahler Emilie Payami Anne Eskelund Rasmus Juhl Shila Pourdelami Mikkel Skovgaard Lasse Andersen   |
| 2020/2021           | Emma Frost         | Frederik Julius Dahler Emilie Payami Anne Eskelund Camille Hvillum Tamara Rønbach Mikkel Skovgaard Jakob Sandorff |

## Folkevalgte RGU'ere

### Folketinget
I begyndelsen af 2021 vikarierede Rasmus Vestergaard Madsen for Enhedslistens Henning Hyllested i Folketinget, hvilket gjorde Rasmus Vestergaard til det første RGU-medlem i Folketinget. Rasmus var i sin tid i Folketinget landdistriktordfører, miljøordfører, naturordfører, transportordfører og turismeordfører.

### Kommunal- og regionsrådsvalget 2021
Kommunal- og Regionsrådvalget d. 16. november 2021 var det første kommunal- og regionsrådsvalg i RGUs levetid, og flere medlemmer af RGU blev valgt til kommunalbestyrelser og regionsråd, således Emilie Haug Rasch og Grethe Olivia Nielsson til Regionsrådet i Region Hovedstaden.

## Lokalafdelinger
RGU har 34 lokalafdelinger fordelt i hele landet.